# Лунёво (посёлок, Московская область)
Лунёво — посёлок в Московской области России. Входит в городской округ Химки. 
Население — 3412 чел. (2021).

## География
Посёлок Лунёво расположен в центральной части Московской области, на севере городского округа, примерно в 13 км к северо-западу от центра города Химки и в 30 км к юго-востоку от города Солнечногорска, в 14 км от Московской кольцевой автодороги. Восточнее протекает река Клязьма.
В посёлке 8 улиц, зарегистрировано 2 садоводческих товарищества (СНТ). Ближайшие населённые пункты — деревни Жигалово, Лунёво, Пикино, Поярково и Шемякино. Связан прямым автобусным сообщением с городами Химки (станция Сходня) и Солнечногорск.

## История
В 1999—2006 гг. посёлок был административным центром Искровского сельского округа Солнечногорского района, с 2005 до января 2019 гг. — центром Лунёвского сельского поселения Солнечногорского муниципального района, в 2019—2022 годах входил в состав городского округа Солнечногорск, с 1 января 2023 года включён в состав городского округа Химки.

## Население
| 2002 | 2010  | 2021  |
| ---- | ----- | ----- |
| 4092 | ↘3961 | ↘3412 |

## Образование
В поселке располагается одна общеобразовательная школа и одно дошкольное отделение :
МБОУ Луневская СОШ
МБДОУ «Детский сад № 42»